# Municipio de Howell (Arkansas)
El municipio de Howell (en inglés: Howell Township) es un municipio ubicado en el condado de Johnson en el estado estadounidense de Arkansas. En el año 2010 tenía una población de 1343 habitantes y una densidad poblacional de 24,63 personas por km².

## Geografía
El municipio de Howell se encuentra ubicado en las coordenadas 35°22′7″N 93°22′26″O / 35.36861, -93.37389. Según la Oficina del Censo de los Estados Unidos, el municipio tiene una superficie total de 54.53 km², de la cual 33,55 km² corresponden a tierra firme y (38,48 %) 20,98 km² es agua.

## Demografía
Según el censo de 2010, había 1343 personas residiendo en el municipio de Howell. La densidad de población era de 24,63 hab./km². De los 1343 habitantes, el municipio de Howell estaba compuesto por el 94,42 % blancos, el 0,6 % eran afroamericanos, el 1,49 % eran amerindios, el 0,97 % eran asiáticos, el 0,82 % eran de otras razas y el 1,71 % eran de una mezcla de razas. Del total de la población el 2,46 % eran hispanos o latinos de cualquier raza.